# Gauche révolutionnaire (1935-1938)
Pour les articles homonymes, voir Gauche révolutionnaire.
La Gauche révolutionnaire (GR) était une tendance de la Section française de l'Internationale ouvrière (SFIO, parti socialiste) de 1935 à 1938.

## Historique
La Gauche révolutionnaire a été fondée en 1935 autour de Marceau Pivert, comme tendance regroupant les éléments les plus à gauche de la Section française de l'Internationale ouvrière (SFIO). La Gauche Révolutionnaire était majoritaire au sein de la fédération de la Seine, la plus importante du parti. La tendance, de plus en plus opposée à la politique de la direction, est exclue en juin 1938 et la plupart de ses membres fondent alors le Parti socialiste ouvrier et paysan (PSOP).
Les résultats des motions Gauche révolutionnaire au sein de la SFIO étaient en progression constante : 11 % en février 1936, 13,5 % en mai 1936, 16,5 % en juillet 1937, et 21,5 % en juin 1938 — juste avant la scission (la SFIO comportant à l'époque entre 200 000 et 300 000 adhérents).
La Gauche révolutionnaire éditait un bulletin du même nom destiné aux adhérents de la SFIO, ainsi que plusieurs journaux successifs : Masses, Le Drapeau rouge (présenté comme « organe du socialisme révolutionnaire »), et Les Cahiers rouges.